# بایانمونخ (خنتی)
بایانمونخ (به لاتین: Bayanmönkh) یک منطقهٔ مسکونی در مغولستان است که در استان خنتی واقع شده‌است. بایانمونخ ۲٬۵۴۰ کیلومتر مربع مساحت دارد.